# L'Héritier de Zorro
Pour les articles homonymes, voir Il sogno di Zorro.
Pour plus de détails, voir Fiche technique et Distribution.
L'Héritier de Zorro (Il sogno di Zorro) est un film italien réalisé par Mario Soldati, sorti en 1952.

## Fiche technique
- Titre original : Il sogno di Zorro
- Titre français : L'Héritier de Zorro
- Titre anglais ou international : The Dream of Zorro
- Réalisation : Mario Soldati
- Scénario : Marcello Marchesi, Mario Amendola, Ruggero Maccari et Sandro Continenza
- Photographie : Mario Montuaroi
- Musique : Mario Nascimbene
- Montage : Renato Cinquili
- Décors : Guido Fiorini
- Costumes : Vittorio Nino Novarese
- Son : Mario Bartolomei
- Pays de production : Italie
- Format : Noir et blanc - 1,37:1 - Mono - 35 mm
- Genre : western
- Durée : 93 min
- Dates de sortie :
  - Italie : 26 mars 1952
  - France : 18 février 1953

## Distribution
- Walter Chiari : Don Raimundo Esteban
- Delia Scala : Gloria/Estrella
- Vittorio Gassman : Don Antonio/Juan
- Luigi Pavese : Don Garcia Fernandez
- Carlo Ninchi : le duc Don Esteban Contrero
- Juan de Landa : César/Pedro
- Michèle Philippe : Marzia/Marta
- Giacomo Furia : Panchito
- Augusto Di Giovanni : Don Formoso, le père de Dolores
- Michele Malaspina : Docteur Perez
- Nietta Zocchi : Dona Hermosa Alcazan
- Gisella Monaldi : Luisa/Consuelo
- Gualtiero Tumiati: Don Cesarito
- Giorgio Costantinii : le capitaine
- Sofia Scicolone : Conchita
- Gualtiero Tumiati : Don Cesar Alcazan
- Umberto Aquilino : José
- Anna Arena : l'aubergiste
- Sandro Bianchi : Pablo/Ramon
- Pietro Capanna : Manuel
- Giovanni Dolfini
- Claudio Ermelli : le maître de musique
- Guido Morisi : Ignazio
- Riccardo Rioli : Arpagone, le notaire